# Trichostomum plicatulum
Trichostomum plicatulum är en bladmossart som beskrevs av C. Müller 1882. Trichostomum plicatulum ingår i släktet lansettmossor, och familjen Pottiaceae. Inga underarter finns listade i Catalogue of Life.